# Gwindor
Gwindor es un personaje ficticio que pertenece al legendarium creado por el escritor británico J. R. R. Tolkien y que aparece en sus novelas póstumas El Silmarillion y Los hijos de Húrin. Es un elfo del linaje Noldor, que vivió en el reino de Nargothrond durante la Primera Edad del Sol. Era hijo de Guilin y hermano de Gelmir, quien fue capturado por Morgoth durante la Dagor Bragollach.

## Historia
Él y sus hombres fueron los únicos en acudir de Nargothrond al llamado de Fingon a la quinta batalla de las guerras de Beleriand: la Nírnaeth Arnoediad, y cuando el ejército estaba esperando cerca de Eithel Sirion, el ejército de Angband se acercó y enfrente de ellos mató cruelmente a Gelmir, que estaba cautivo; al ver esto Gwindor y los suyos se lanzaran al ataque y detrás de ellos todo el ejército que esperaba en el oeste, excepto las huestes de Turgon. Llegó hasta los portales de Angband luchando, donde fue hecho prisionero.
Después de la Nírnaeth Arnoediad, Gwindor logró escapar de Angband por túneles que sólo los Noldor conocían a través de las montañas: después de huir se detuvo en Taur-nu-Fuin. Entonces fue cuando se topó con Beleg Cuthalion, quien iba en busca de Túrin, por lo que lo ayudó a rescatarlo de unos orcos en Anfauglith. Después de que Túrin matara a Beleg, Gwindor lo llevó hasta Irvin, donde Túrin volvió en si. Juntos fueron a Nargothrond donde Orodreth los recibió con honores.
Antes de partir a la guerra, Gwindor y Finduilas, hija de Orodreth, se habían amado, y así fue por un tiempo, pero luego Fuinduilas se enamoró de Túrin.
Luego vino la embestida del norte, en donde venía Glaurung el dragón; llegaron a la planicie guardada y allí lucharon contra el ejército de Nargothrond pero la verdadera batalla fue en Tumhalad, donde fue derrotado el ejército élfico; allí fue herido de muerte Gwindor y Túrin lo saco del campo de batalla, pero Gwindor murió, lamentándose por haber salvado a Túrin, pues por él llegó la ruina del reino, y también pidiéndole que salvara a Findulas, pues los orcos se acercaban ya a las puertas de Nargothrond.